# Leo (Metropolit)
Leo war ein orthodoxer Metropolit der Kiewer Rus, wahrscheinlich im 11. Jahrhundert.

## Identität
Die Identität von Leo ist nicht sicher. Er wird in zwei Verzeichnissen des 16. Jahrhunderts als Verfasser einer polemischen Schrift gegen die Gebräuche der lateinischen Kirche bezeichnet: Λέоντоς μητρоπоλίτоυ 'Рωσίας πρός ρωμαίоυς ήτоι λατίνоυς περι τών άζύμων (Von Leo, Metropolit von Ros an die Römer (d. h. Byzantiner) über die Bräuche der Lateiner (d. h. lateinische Kirche)) bzw. Λεόντоς μητρоπоλίτоυ τής έν 'Рωσια Пρεσθλάβας περί τоώ ότι оύ δεΐ τελέιν τά άζυμα (Von Leo, dem Metropoliten in der Rus von Presthlabos darüber, dass Azymen nicht genutzt werden sollten). Der Text der Polemik ist nicht erhalten.
Die kirchliche Geschichtsschreibung des 18. Jahrhunderts interpretierte ihn als zweiten Metropoliten von Kiew mit einer Amtszeit von 992 bis 1003. Namhafte russische Historiker dieser Zeit widersprachen, wie z. B. Nikolai Karamsin.
Leo wurde in den Verzeichnissen als Metropolit der Rus bezeichnet und als Bischof von Perejaslaw. Eine Amtszeit lässt sich aus den Angaben nicht schließen. Eine Polemik gegen die katholische Kirche ist eigentlich eher in die Zeit kurz vor oder nach 1054 zuzuordnen, als sich die orthodoxe und die katholische Kirche trennten.